# Ivar Bendixson

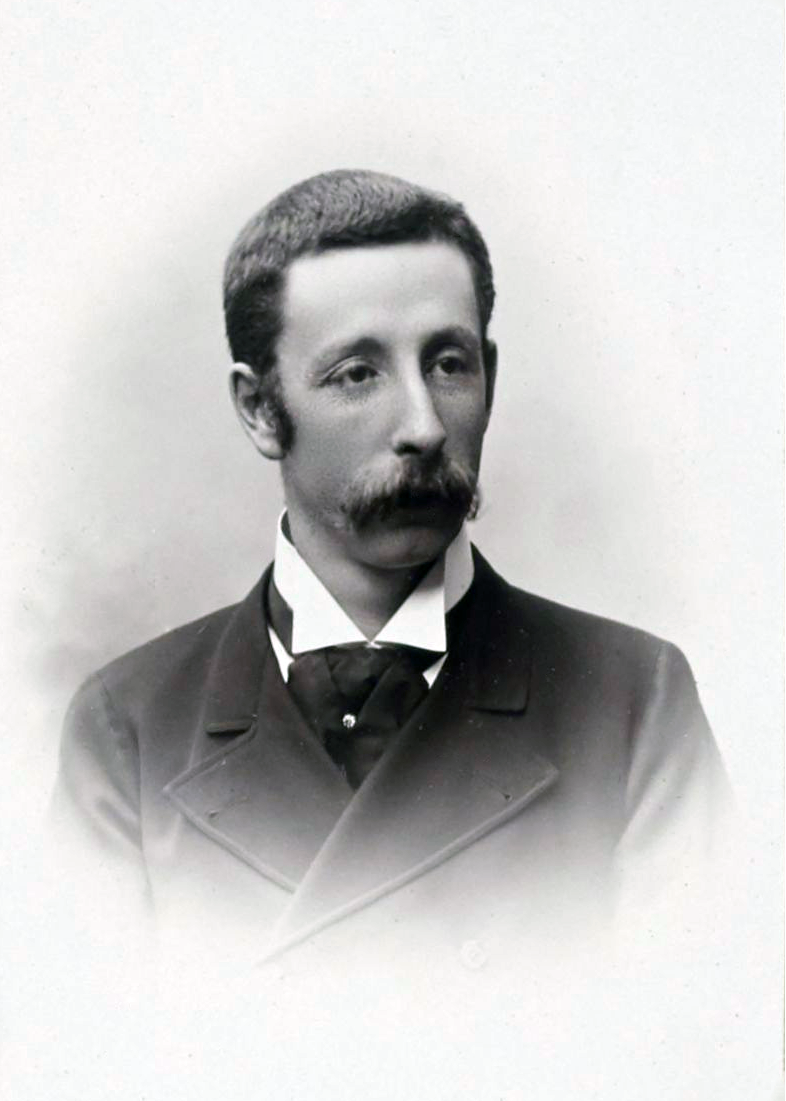
Ivar Bendixson

Ivar Otto Bendixson (* 1. August 1861 in Stockholm; † 29. November 1935 ebenda) war ein schwedischer Mathematiker.

## Leben
Bendixson ging in Stockholm zur Schule und studierte ab 1878 an der Königlich Technischen Hochschule Stockholm und ab 1879 an der Universität Uppsala, wo er 1881 seinen Diplom-Abschluss machte. Danach wurde er Student an der 1880 gerade gegründeten Universität Stockholm und nach seiner Promotion 1890 in Uppsala, Assistent an der Universität Stockholm und ab 1892 an der Technischen Hochschule. 1900 wurde er dort Professor für Mathematik und 1905 Professor an der Universität, deren Rektor er von 1911 bis 1927 war.
1887 heiratete er eine Bankierstochter.

## Wirken
Bendixson arbeitete zunächst über die Mengenlehre von Georg Cantor, in der er unter anderem ein Beispiel für eine überall nicht-zusammenhängende perfekte Menge gab und bewies, dass jede nicht abzählbare abgeschlossene Menge in eine perfekte Menge und eine abzählbare Menge zerlegt werden kann (Satz von Cantor-Bendixson).
Heute ist er vor allem für das Poincaré-Bendixson-Theorem bekannt über das Verhalten von Lösungskurven gewöhnlicher autonomer Differentialgleichungen erster Ordnung (die in den ursprünglichen Untersuchungen Poincarés den Zeitfluss dynamischer Systeme beschreiben) in zwei Dimensionen in der Nähe eines singulären Punktes. Entweder endet die Kurve im singulären Punkt (Quellen, Senken) oder es gibt einen Grenzzyklus (die Lösungskurve umkreist den singulären Punkt). Bendixson gab 1901 seinen Beweis unabhängig von Poincaré, der den Spezialfall polynomieller Vektorfelder betrachtet hatte.
Er untersuchte auch periodische Lösungen von Differentialgleichungen mit der Methode der Kettenbrüche. In der Theorie der algebraischen Gleichungen benutzte er Niels Henrik Abels ursprüngliche Methoden (ohne die Methoden der Gruppentheorie von Galois), um explizit die Gleichungen zu bestimmen, deren Lösungen durch Radikale (Operationen des Wurzelziehens) ausgedrückt werden können (Abel hatte im Fall der Gleichung fünften Grades gezeigt, dass das nicht immer möglich ist).